# Fátum Doktor
Fátum Doktor (eredetileg: Doctor Doom, teljes nevén Victor von Doom) egy kitalált főellenség a Marvel Univerzumban. Stan Lee és Jack Kirby keltette életre és a Fantasztikus Négyes 5. számában szerepelt először, 1962 júliusában. Teljes származásának történetét a Fantasztikus Négyes 2. különszámában közölték, 1964-ben. Lee korábban is felhasználta a nevet egy ellenségnek az 1950-es években az Atlas Comics elődvállalat egyik humorképregényében.
Egy ragyogó tudós, korábban Reed Richards osztálytársa is volt. Azonban Richards felé mutatott féltékenysége miatt elkeseredetté vált ; egyik kísérlete folyamán az egyetem erőforrásait használva épít egy interdimenzionális szerkezetet, amely képes meghajlítani a téridőt, a gépezettel be akar törni a Pokolba hogy megmentse anyja lelkét Mephistótól, viszont a gép felrobbant és a teste sebes lett. Arca megcsúnyult, ezért egy tűzforró fémmaszkot vett fel (ami ráégett az arcára), amit rejtélyes szerzetesek kovácsoltak.
Fátumot a Fantasztikus Négyes főellenségének tekintik, de emellett szerepel a Bosszú Angyalai, a Megtorló, az Ezüst Utazó, a Hulk, Amerika Kapitány, az X-Men, Magneto, Nick Fury, Fenegyerek, Rozsomák, Vasember, Venom, Penge, és Pókember ellenségeként is. Egyike a legrégebbi és legismertebb ellenségnek a képregény-történelemben. Egy apró nemzet, Latvéria kormánya ellátja őt diplomáciai mentességgel, amit korábban még egyszer sem használtak képregényben.

## A karakter története
Victor a híres Werner von Doom és a fekete mágiával foglalkozó boszorkány Cynthia von Doom gyermekeként született. Néhány beszámoló alapján Cynthia von Doom meghalt Fátum csecsemő korában, mások szerint életben volt egészen a kamaszkoráig.
Victor még gyerek volt, amikor a hatóságok körözést adtak ki apja ellen, aki eredménytelenül kezelte egy latvériai báró rákos feleségét. Werner Doom a fiával együtt elmenekült, ám az apa nem sokkal később fagyhalált halt. Apja halála feletti fájdalmában az ifjú von Doom megesküdött, hogy szülei elvesztéséért az egész világon fog bosszút állni. Doom apja barátja, Borisz védőszárnyai alatt nevelkedett, mikor megtalálta anyja örökségét: egy füveket, orvosságokat és egyéb, állítólag varázserővel bíró tárgyakat tartalmazó ládikát. A láda felfedezésekor Doom rádöbbent, hogy anyja minden valószínűség szerint tényleg boszorkány volt. A tárgyak láttán elhatározta, hogy segítségükkel hatalmat szerez, és tanulmányozni kezdte használatukat. Úgyszintén pallérozni kezdte veleszületett érzékét a tudományokhoz. Évekig árulta okos kis szerkezeteit és maga készítette szereit a hiszékeny embereknek szerte az országban; tudta, hogy azok rövid időn belül használhatatlanok lesznek. Eközben tovább növelte tudását. Ahogy hatalom- és bosszúvágya kezdett rögeszmévé fajulni, Doom fokozatosan eltávolodott gyermekkori szerelmétől, a gyönyörű cigánylánytól, Valériától, annak nem kis bánatára.
Doom híre eljutott az Egyesült Államok-beli Állami Egyetem (State University) dékánjának fülébe is, aki lehetőséget biztosított a fiatalembernek, hogy tanulhasson. Doom így Amerikába utazott, hogy kihasználja az egyetemi laboratórium berendezései adta lehetőségeket. Az Empire State-nél, von Doom először találkozott Reed Richards-szal és Ben Grimm-mel, akik később Mr. Fantasztikusként és a Lényként váltak ellenségeivé. Richards különösen nagy fenyegetést jelent Fátum doktor saját felsőbbrensűség-érzésére. Fátum belekezdett kockázatos extra-dimenzionális kísérletébe.
Fátum kutatásának célja az volt, hogy egy transzdimenzionális kivetítő eszköz segítségével elhunyt édesanyjával felvegye a kapcsolatot. Számításaiba hiba csúszott, amire Richards is figyelmeztette, de büszkesége miatt nem fogadta el tanácsát, hogy tesztelés előtt javítsa ki a hibát. A gép tökéletesen működött 2 perc 37 másodpercig, ami alatt felfedezte, hogy az anyját csapdába ejtették Mephisto poklában. Ezt követően felrobbant és összeroncsolta Fátum arcát; Fátum eredetének legújabb újraértelmezése igazolja, hogy ez Mephisto műve volt, mikor egy csapást mért rá, és pár beszámoló alapján, az arcsérülés csupán az arc egyik felére terjedt ki, egy hosszú recés vágás formájában, a sebhely, melyet Fátum leírhatatlan hiúsága, rettenetes csúfsággá nagyított. Fátum nem ismerte be tévedését és Richardsot hibáztatta a balesetért, mivel egyszerűbb azt hinni, hogy Richards féltékenységből szabotálta a számításait, mint, hogy belátná saját hibáit.
Miután Fátumot kirúgták az iskolából, járta a világot, hogy gyógyírt szerezzen sebhelyes arcára, amire saját hibájának szimbólumaként tekintett. Amerikát elhagyva a távoli Tibetbe utazott, egyrészt, hogy távol legyen az emberektől, másrészt, hogy megismerkedjen a keleti varázslatokkal. Évekig élt egy tibeti szerzetesrendben, tanulmányozta titkaikat, majd végül tanítójuk lett. A szerzetesek segítettek neki elkészíteni páncélöltönyét és maszkját, amelyet jelenleg is visel, és új szerepében, Fátum doktor néven készült a világ meghódítására. Türelmetlenségében, hogy mielőbb hozzákezdhessen tervei megvalósításához, magára öltötte a maszkot, mielőtt az kihűlt volna, és ezzel egész arcát örökre megnyomorította. Fátum doktor elhagyta a szerzeteseket és visszatért Latvériába, ahol átvette a kis balkáni nép feletti hatalmat, és kikiáltotta magát teljhatalmú uralkodónak. Kemény, diktatórikus módszereivel békét és jólétet teremtett az országban. Visszavonult a Doomstadt fölé magasodó királyi palotába, és tudományos ismereteit további hódító tervei érdekében kezdte alkalmazni. Mesterkedései végül szembeállították volt egyetemi vetélytársával, Reed Richardssal, aki ekkor már Mister Fantastic néven a Fantasztikus Négyes vezetője volt. Az évek során Mister Fantastic és a Fantasztikus Négyes bebizonyították, hogy Fátum doktor méltó ellenfelei. Egy alkalommal Fátum hatalmas mennyiségű kozmikus energiával ruházta fel Tyrost, aki azelőtt Terrax néven a bolygófaló Galactus hírnöke volt. Fátum megbízta Tyrost, hogy semmisítse meg a Fantasztikus Négyest, akiket az Ezüst Utazó segített harcukban. Miközben az Ezüst Utazóval harcolt, Tyros kozmikus ereje pusztítani kezdte a testét, végül egy hatalmas robbanás kíséretében mind Tyros, mind a közelben tartózkodó Fátum elpusztult. Fátumnak azonban sikerült megőriznie személyiségét: egy földönkívüliektől tanult pszichotechnika segítségével átplántálta tudatát a közelben bámészkodó Norman McArthur testébe. Később Fátum ismét régi testében élt, amelyet újjáalkotott, éppen olyanná, mint amilyen az Utazóval folytatott csata előtt volt. Fátum doktor életét a mai napig három cél határozza meg: elpusztítani gyűlölt ellenfelét, Reed Richardst, uralni az egész világot és visszahozni anyját a túlvilágról